# Dando la nota (programa de televisión)
Dando la nota fue un concurso español de televisión, producido por Zeppelin TV, emitido por Antena 3 desde el 5 de julio hasta el 9 de agosto de 2012 y presentado por Jaime Cantizano. Es la nueva etapa del histórico concurso Furor.

## Mecánica
En el concurso se enfrentaban dos equipos de famosos entre sí: los "Bemoles" y los "Guacamoles". Según se desarrollaba el programa, los equipos debían competir mediante pruebas musicales, de habilidad y respondiendo a preguntas de cultura general. En el programa, los famosos y famosas luchaban por ganar los minicantis, los cuales tenían que ir ganando los dos equipos; el equipo que más minicantis tuviera al final, ganaba. Finalmente, se optaba a un premio de 3.000 euros que era donado a una ONG.

## Presentadores
- Jaime Cantizano (2012)

### Ayudantes
- Sergio Alcover (Dj Dando la Nota) (2012)

## Pruebas
- "El duelo"
- "Los cantochinos": Un chino sin saber nada de español cantaría una canción, el grupo tiene que adivinar que canción es.
- "Aquellos maravillosos años"
- "Alta tensión": en la que los concursantes cantababn con un brazalete y el equipo contrario debía adivinar cuál de todos emitía descargas.
- "Busca la palabra": en el que interpretaban canciones que contuvieran la palabra elegida.
- "Los mánagers": El capitán de cada grupo buscara entre el público gente que cante con el capitán, y cantaran y quien mejor lo haga gana un mini canting.
- "Adivina la canción": los equipos sólo escuchaban unos segundos de la música de un tema y tenían que averiguar el título.
- "Bailando": en la que los participantes tenían que adivinar la canción a través de la mímica de uno de sus compañeros.
- "La letra incompleta": los participantes tenían que cantar una canción con la ayuda del karaoke, aunque algunas de las palabras estaban suprimidas.
- "Y tú, ¿qué sabes?": se sometía a cada equipo a unas preguntas sobre el equipo contrario.
- "No pares, sigue, sigue"
- "No sin mi estrofa": Cada grupo tendrá una canción, y cada participante tiene un color de micrófono, según el color de su micrófono tendrán que cantar, o no.
- "Canción poética"
- "El test": Algún famoso vendría a cantar una canción y decir varias cosas sobre sus álbumes, y otras cosas, al final se haría un test donde les harían preguntas que los famosos habrían dicho anteriormente.
- "El Pitufo Contrataca"
- "Las rosquillas": los concursantes tenían que cantar al mismo tiempo que comían rosquillas, las cuales se tenían que terminar antes de que se acabara la canción.

## Concursantes

### 1.ª edición (2012)
| Gala | Guacamoles                                                | Bemoles                                                        | Resultado | Fecha               |
| 1    | Elena Furiase Florentino Fernández Carmen Lomana Jadel    | Miki Nadal Anna Simon Ana Milán Josema Yuste                   | 6 - 5     | 5 de julio de 2012  |
| 2    | Arturo Valls Raquel Revuelta Berta Collado Damián Mollá   | Toñi Salazar Alex O'Dogherty Elena Tablada Juan Ibáñez         | 7 - 5     | 12 de julio de 2012 |
| 3    | Elisabeth Reyes Óscar Martínez Francisco Marta Torné      | Soraya Arnelas Cristina Pedroche Anabel Alonso Carlos Chamarro | 6 - 5     | 19 de julio de 2012 |
| 4    | Bárbara Rey Josep Lobató Marrón Rosa López                | Carlos Sobera Lucía Martínez Úrsula Corberó Guillermo Martín   | 5 - 6     | 26 de julio de 2012 |
| 5    | Antonio Garrido Sylvia Pantoja Carmen Janeiro Javier Ríos | Carolina Ferre Edu Cayuela Carmen Ruiz Víctor Janeiro          | 5 – 6     | 2 de agosto de 2012 |
| 6    | Patricia Pérez Agustín Jiménez José Manuel Soto Edu Soto  | Jorge Fernández Usun Yoon Remedios Cervantes Falete            | 5 - 4     | 9 de agosto de 2012 |

## Invitados
| Invitado           | Ocupación | Prueba                        | Programa y fecha     |
| ------------------ | --------- | ----------------------------- | -------------------- |
| Cali y el Dandee   | Cantantes | El test                       | Primero (05/07/2012) |
| Conchita           | Cantante  | El test                       | Segundo (12/07/2012) |
| Soraya             | Cantante  | Concursante de los Bemoles    | Tercero (19/07/2012) |
| Rosa López         | Cantante  | Concursante de los Guacamoles | Cuarto (26/07/2012)  |
| El sueño de Morfeo | Cantante  | El test                       | Quinto (02/08/2012)  |
| Despistaos         | Cantantes | El test                       | Sexto (09/08/2012)   |

## Audiencias
| Gala  | Fecha      | Características de la gala         | Espectadores | Share |
| ----- | ---------- | ---------------------------------- | ------------ | ----- |
| 01    | 05/07/2012 | Presentación y ganador: Guacamoles | 1.777.000    | 12,2% |
| 02    | 12/07/2012 | Ganador: Guacamoles                | 1.331.000    | 9,6%  |
| 03    | 19/07/2012 | Ganador: Guacamoles                | 911.000      | 6,9%  |
| 04    | 26/07/2012 | Ganador: Bemoles                   | 1.039.000    | 7,9%  |
| 05    | 02/08/2012 | Ganador: Bemoles                   | 454.000      | 8,2%  |
| 06    | 09/08/2012 | Ganador: Guacamoles                | 356.000      | 7,7%  |
| TOTAL |            |                                    |              |       |
| 06    | 2012       | 4 Guacamoles y 2 Bemoles           | 978.000      | 8,7%  |

     Mínimo histórico en su franja horaria (prime-time).
     Máximo histórico de audiencia (prime-time).